# 火炎崇拝
火炎崇拝（かえんすうはい）とは、火・炎を神格化して崇拝の対象（火神）とすること、あるいは火を神聖視し、または神の象徴と見て宗教儀式に用いることなどをいう。

## 起源
これらは世界のいろいろな宗教に広く見られ、次のような火の属性に基づくものと見られる。
- 人間の日常生活に必要不可欠であるが、その一方で人間を死にも至らしめる恐ろしい存在である。
- 不浄なものを焼き尽くし清浄にする。
- 闇を照らし善または智恵の象徴とされる光の源である。
- 常に上に燃え上がり、あるいは燃やしたものを煙として立ち上らせる。

火を神格化した火神は、主神とされた例は多くないが、太陽神や火山の神と同一視された例は多い。またローマのウェスタや日本の竈神（荒神・三宝荒神と習合された）のような家庭の守り神、あるいは鍛冶神などと見られた例も多い。沖縄ではヒヌカン（火の神）といって、家の守護神として人々には身近な神である。

## アーリア人の拝火
「火炎崇拝」あるいは「拝火」という言葉はまずゾロアスター教（通称・拝火教）と結び付けて考えられるが、ゾロアスター教は火自体を崇拝したわけではない。ゾロアスター教における火とは、光すなわち清浄・正義・真理の象徴であると考えられている。火を神聖視するこの信仰はゾロアスター教以前に遡る。
ヴェーダ宗教では火神アグニが人間と神々を仲介し、火により人間の供物と祈りが天上にもたらされると考えられた。この思想はヒンドゥー教にも伝えられ、さらに仏教（大乗仏教の密教）にも取り込まれて護摩の儀式となった。なお、アグニは文字通り「火」の意味と考えられ、ラテン語やスラヴ語にも同系の語がある。
アーリア人の火炎崇拝の源流としては、考古学的には紀元前1500年頃のフョードロヴォ文化（アンドロノヴォ文化の一環）に火葬と火炎崇拝の痕跡が見出されている。火葬はヒンドゥー教では一般的となったが、ゾロアスター教では神聖な火を汚すことは禁じられたため、火葬は行われなかった。

## 聖書での象徴化
ユダヤ教では神ヤハウェはしばしば火のイメージで語られた（出エジプト記の燃え盛る柴や、ヘブライ人を導く火の柱など）。キリスト教でも聖霊が「炎のような舌」（使徒行伝）に例えられている。

## 火神の例
- 日本：軻遇突智神、竈神
- 琉球 : ヒヌカン
- アイヌ：アペフチ
- ポリネシア：ペレ
- インド：アグニ
- イラン：アータル
- スラヴ：スヴァローグ
- ギリシア：ヘーパイストス、プロメーテウス（人間に火を与えた文化英雄）
- ローマ：ウゥルカーヌス、ウェスタ